# بروميد الغاليوم الثلاثي
 بروميد الغاليوم الثلاثي  مركب كيميائي له الصيغة GaBr3 ، ويكون على شكل مسحوق بلوري أبيض .